# Mokaleba Manteka
 (août 2023).
Mokaleba Manteka, née le 13 novembre 1968 à Kinshasa, est une joueuse congolaise (RDC) de basket-ball. Elle participe au championnat du monde féminin de basket-ball de 1998 en Allemagne avec l'équipe nationale de basketball, à l'issue duquel l'équipe a occupé la 16e place du championnat.